# Línea 17 de TMB
La línea 17 de Barcelona era una línea de autobús gestionada por TMB que unía Barceloneta con Avinguda Jordà. El 15 de septiembre de 2014 fue sustituida por la línea V15 de la Red Ortogonal de Autobuses de Barcelona de la Nova Xarxa de Bus (Red Ortogonal de Autobuses de Barcelona), haciendo un recorrido muy similar (Barceloneta - Vall d'Hebrón).

## Horarios
| 17         | Primer servicio A: Av. Jordà | Primer servicio A: Barceloneta | Último servicio A: Av. Jordà | Último servicio A: Barceloneta |
| Laborables | 05:55                        | 06:35                          | 22:15                        | 23:00                          |
| Sábados    | 06:30                        | 07:10                          | 22:15                        | 23:00                          |
| Festivos   | 08:00                        | 08:40                          | 22:15                        | 23:00                          |

## Recorrido
- De Barceloneta a Av. Jordà por: Pº Juan de Borbón, Av. Marqués de la Argentera, Vía Layetana, Pl. Urquinaona, Rda. de San Pedro, Pº de Gracia, Av. Diagonal, Vía Augusta, Balmes, Pl. John F. Kennedy, Pº San Gervasio, Pl. Alfonso Comín y Pº del Valle de Hebrón.
- De Av. Jordà a Barceloneta por: Av. Coll i Alentorn, Granja Vieja, Pº del Valle de Hebrón, Pl. Alfonso Comín, Av. República Argentina, Craywinckel, Pl. John F. Kennedy, Balmes, Pelayo, Fontanella, Vía Layetana y Pº Juan de Borbón.

## Otros datos
| Prestación                   | Disponibilidad en la línea |
| ---------------------------- | -------------------------- |
| Adaptada a                   | Sí                         |
| TMB iBus (tiempo de espera ) | Sí                         |
| Pantallas informativas       | Sí                         |
| Línea de tránsito rápido     | No                         |
| Circula en días festivos     | Sí                         |